# Анна Катарина фон Насау-Висбаден
Анна Катарина фон Насау-Висбаден-Идщайн (на немски: Anna Katharina von Nassau-Wiesbaden-Idstein; * 4 декември 1590, Идщайн; † 6 януари 1622, Детмолд) е графиня от Валрамскала линия Насау-Висбаден-Идщайн и чрез женитба графиня на Липе-Детмолд.

## Произход
Тя е втората дъщеря на граф Йохан Лудвиг I фон Насау-Висбаден-Идщайн (1567 – 1596 след падане от прозорец) и съпругата му графиня Мария фон Насау-Диленбург (1568–1625), дъщеря на граф Йохан VI фон Насау-Диленбург (1535 – 1606) и първата му съпруга ландграфиня Елизабет фон Лойхтенберг (1537 – 1579).

## Фамилия
Анна Катарина се омъжва на 6 май 1607 г. в Браке (днес част от Лемго) за граф Симон VII фон Липе (1587 – 1627). Те имат децата:
- син (†/* 23 февруари 1609)
- Симон Лудвиг (1610 – 1636), ∞ на 19 юни 1631 във Вилдунген за графиня Катарина фон Валдек-Вилдунген (1612 – 1649)
- Мария Елизабет (1611 – 1667), ∞ 1649 граф Кристиан Фридрих фон Мансфелд-Хинтерорт (1615 – 1666)
- Анна Катарина (1612 – 1659), ∞ 1657 княз Фридрих фон Анхалт-Харцгероде (1613 – 1670)
- Йохан Бернхард (1613 – 1652)
- Ото Хайнрих (1614 – 1648 убит)
- Херман Адолф (1616 – 1666)

∞ 1648 графиня Ернестина фон Изенбург-Бюдинген (1614 – 1665)
∞ 1666 графиня Амалия фон Липе-Браке (1629 – 1676)
- Юлиана Урсула (1617 – 1630)
- Йохан Лудвиг (1618 – 1628)
- Фридрих Филип (1619 – 1629)
- Магдалена (1620 – 1646)
- Симон (1620 – 1624)

Симон VII фон Липе се жени втори път на 27 април 1623 г. за графиня Мария Магдалена фон Валдек-Вилдунген (1606 – 1671).